# Liste von Persönlichkeiten der Stadt Colditz

Wappen der Stadt Colditz

Die Liste von Persönlichkeiten der Stadt Colditz enthält Personen, die in der Geschichte der sächsischen Stadt Colditz im Landkreis Leipzig eine nachhaltige Rolle gespielt haben. Es handelt sich dabei um Persönlichkeiten, die Ehrenbürger oder hier geboren sind oder hier gewirkt haben.
Für die Persönlichkeiten aus den nach Colditz eingemeindeten Ortschaften siehe auch die entsprechenden Ortsartikel.

## Ehrenbürger
- 1. April 1895: Otto von Bismarck, Reichskanzler

## Söhne und Töchter der Stadt
Die folgenden Personen sind in Colditz oder den heutigen Ortsteilen der Stadt geboren. Ob sie ihren späteren Wirkungskreis in Colditz hatten oder nicht, ist dabei unerheblich.

### Persönlichkeiten des Mittelalters und der Frühen Neuzeit

August Carpzov (1717)

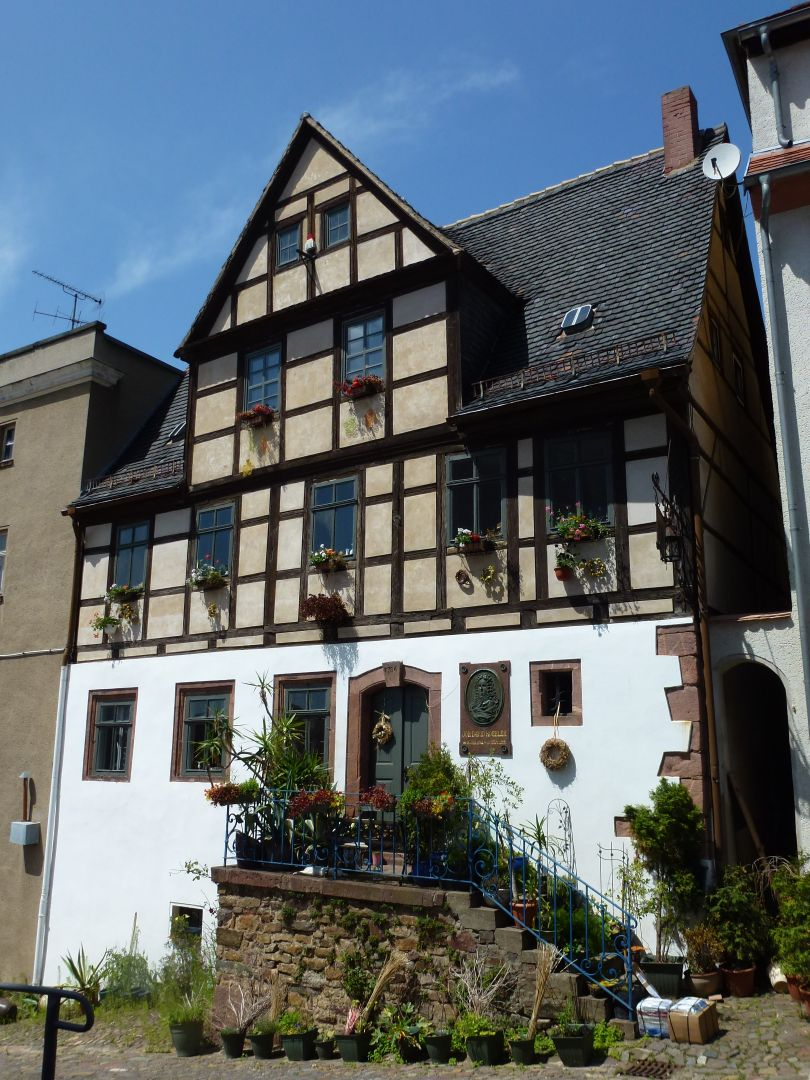
Haus mit Erinnerungstafel an Johann David Köhler

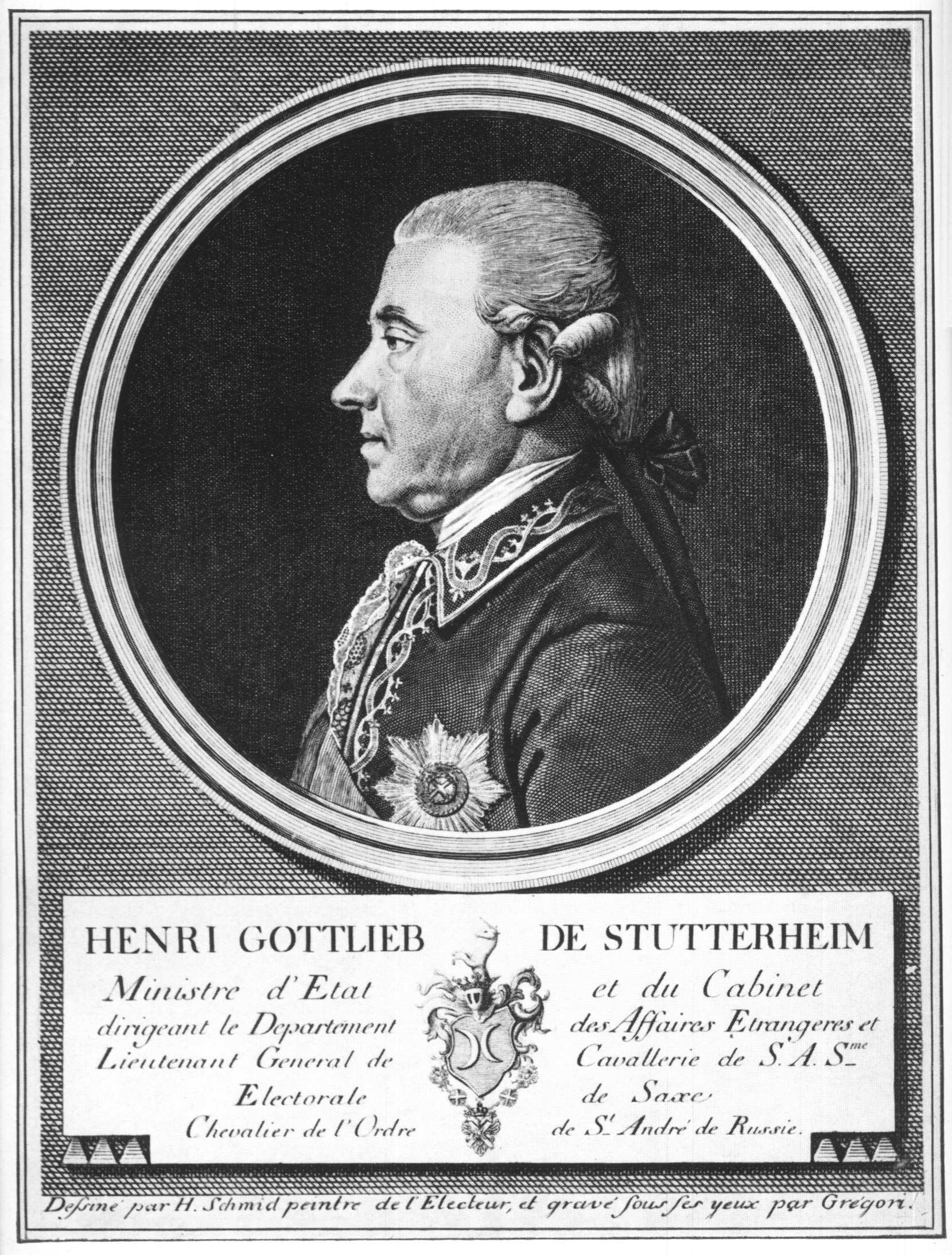
Heinrich Gottlieb von Stutterheim

- Wenzeslaus Linck (1483–1547), lutherischer Theologe und Reformator
- Alexius Crosner (1490–1535), Theologe
- Elias Gerlach (1560–1628), Kantor und Komponist.[1]
- Christoph Neander (1589–1625), Kreuzkantor in Dresden
- Christian Carpzov (1605–1642), Jurist und Rechtswissenschaftler
- August Carpzov (1612–1683), Jurist und Staatsmann, der sich insbesondere um das Land Sachsen-Coburg verdient gemacht hat
- Johann Strauch II. (1612–1679), Rechtsgelehrter
- Johann David Köhler (1684–1755), Historiker und Numismatiker
- Heinrich Gottlieb von Stutterheim (1718–1789), kursächsischer Generalleutnant der Kavallerie sowie Staats- und Kabinettsminister

### Persönlichkeiten des 19. Jahrhunderts
- Emil Cuno (1805–1859), Jurist und Politiker
- Johannes Müller (1847–1907), Politiker (Konservative) und Abgeordneter im Sächsischen Landtag
- August Hermann Schmidt (1858–1942), Architekt

### Persönlichkeiten des 20. Jahrhunderts

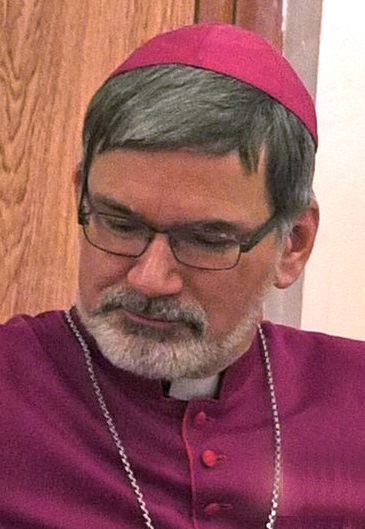
Clemens Pickel (2014)

- Georg Heinsius von Mayenburg (1870–1930), Architekt
- Paul Taubadel (1875–1937), Politiker (SPD), geboren in Terpitzsch
- Paul Nitsche (1876–1948), Psychiater und einer der Hauptverantwortlichen für die Krankenmorde in der NS-Zeit
- Ernst Bergmann (1881–1945), Professor für Philosophie und Pädagogik sowie engagierter Nationalsozialist
- Hans Zesewitz (1888–1976), Lehrer, Archivar und Karl-May-Forscher
- Otto Naumann (1895–1965), Politiker (NSDAP)
- Werner Gruner (1904–1995), Maschinenbauingenieur und Hochschullehrer
- Alfred Hoppe (1906–1985), Maler und Grafiker
- Helmut Drechsler (1916–1960), Tierfotograf
- Christa Petroff-Bohne (* 1934), Formgestalterin
- Jürgen Schumann (1940–1977), Pilot der Lufthansa, RAF-Opfer
- Michael Kunczik (1945–2018), Sozialwissenschaftler
- Rainer Fornahl (1947–2014), Politiker (SPD), geboren in Collmen
- Sabine Dähne (* 1950), ehemalige Ruderin aus der DDR, gewann 1976 im Zweier ohne Steuerfrau die olympische Silbermedaille
- Ulrike Bretschneider (* 1953), Politikerin (PDS)
- Achim Häßler (* 1953), Physiker und Politiker (FDP)
- Ulrike Bretschneider (* 1953), Politikerin (PDS), von 1994 bis 2004 Mitglied des Sächsischen Landtags
- Clemens Pickel (* 1961), Bischof der Diözese Saratow in Russland

## Persönlichkeiten, die mit der Stadt in Verbindung stehen
- Margaretha (* um 1416, † 1486), Kurfürstin von Sachsen, besaß in Colditz die Münzstätte Colditz und ließ hier die sogenannten Margarethengroschen prägen, was als ein besonderes Ereignis in die Sächsische Münzgeschichte eingegangen ist.
- Ernst, Kurfürst von Sachsen starb am 26. August 1486 auf Schloss Colditz, nachdem er in den Schweinitzer Wäldern bei einem Ritt von seinem Pferd gestürzt war.
- Sophie von Brandenburg (1568–1622), Kurfürstin von Sachsen, hatte hier 1602 – 1622 ihren Witwensitz
- Christian August Fürchtegott Hayner (1775–1837), Arzt und Psychiater, starb hier.
- Ernst August Carus (1797–1854), war zeitweilig Landarzt in Colditz
- Karl Moritz Kersten (1803–1850), Chemiker und Hochschullehrer, der in Colditz starb
- Georg August Baumgarten (1837–1884), Forstmann und Luftschiffpionier, starb hier
- Paul Näcke (1851–1913), Psychiater und Kriminologe, der in Colditz starb
- Max Alwin Liebers (1879–1956), Mediziner, leitete von 1938 bis 1939 sie wiedereröffnete Landesanstalt Colditz und war von 1941 bis 1943 Stabsarzt, ab 1943 Oberstabsarzt im Reserve-Lazarett Zschadraß
- Reinhold Eggers (1890–1974), Pädagoge, Offizier und Schriftsteller, von 1940 bis 1945 Sicherheitsoffizier und stellvertretenden Kommandanten des Offizierslagers Oflag IV-C auf Schloss Colditz
- Amand Schwantge (1933–2006), Hornist und Musikpädagoge, starb hier
- Christian Führer (1943–2014), Pfarrer in Colditz von 1968 bis 1980. Ein Initiator der Friedlichen Revolution in der DDR als Pfarrer der Nikolaikirche in Leipzig